# 祖父江町桜方
祖父江町桜方（そぶえちょうさくらがた）は、愛知県稲沢市の地名。

## 地理

### 交通
- 愛知県道512号給父稲沢線
- 愛知県道129号一宮津島線

### 施設
- 覚法寺
- 世界心道教柳支部
- 永龍寺
- 桜方公民館
- 祖父江の森
  - 稲沢市立祖父江の森図書館
  - 祖父江の森温水プール
  - 祖父江の森テニスコート

### 字一覧
- 上切（かみきり）[WEB 6]
- 枯榎（かれえのき）[WEB 6]
- 川田（かわだ）[WEB 6]
- 川鳴（かわなり）[WEB 6]
- 笹原（ささはら）[WEB 6]
- 四城（ししろ）[WEB 6]
- 下六町（しもろくちよう）[WEB 6]
- 新江南（しんえみなみ）[WEB 6]
- 善四跡（ぜんしあと）[WEB 6]
- 立切（たてきり）[WEB 6]
- 寺岡（てらおか）[WEB 6]
- 中郷（なかごう）[WEB 6]
- 中六町（なかろくちよう）[WEB 6]
- 西郷（にしごう）[WEB 6]
- 螺谷（ほらだに）[WEB 6]
- 松原（まつばら）[WEB 6]
- 宮東（みやひがし）[WEB 6]
- 六町（ろくちよう）[WEB 6]

## 歴史

### 人口の変遷
国勢調査による人口および世帯数の推移。
| 1995年（平成7年）  | 166世帯 726人 |  |
| 2000年（平成12年） | 152世帯 638人 |  |
| 2005年（平成17年） | 157世帯 628人 |  |
| 2010年（平成22年） | 161世帯 606人 |  |
| 2015年（平成27年） | 173世帯 572人 |  |
| 2020年（令和2年）  | 181世帯 545人 |  |

### WEB
1. ↑  “愛知県稲沢市の町丁・字一覧”.   人口統計ラボ. 2023年5月5日閲覧。
2. 1 2  総務省統計局 (2022年2月10日). “令和2年国勢調査の調査結果(e-Stat) - 男女別人口，外国人人口及び世帯数－町丁・字等” (CSV). 2023年8月2日閲覧。
3. ↑  “読み仮名データの促音・拗音を小書きで表記するもの(zip形式) 愛知県” (zip).   日本郵便 (2024年2月29日). 2024年3月26日閲覧。
4. ↑  “市外局番の一覧” (PDF).   総務省 (2022年3月1日). 2022年3月22日閲覧。
5. ↑  “ナンバープレートについて”.   一般社団法人愛知県自動車会議所. 2024年1月21日閲覧。
6. 1 2 3 4 5 6 7 8 9 10 11 12 13 14 15 16 17 18  “愛知県稲沢市祖父江町桜方の住所一覧”.   ゼンリン. 2024年6月23日閲覧。
7. ↑  総務省統計局 (2014年3月28日). “平成7年国勢調査の調査結果(e-Stat) - 男女別人口及び世帯数 －町丁・字等” (CSV). 2021年7月20日閲覧。
8. ↑  総務省統計局 (2014年5月30日). “平成12年国勢調査の調査結果(e-Stat) - 男女別人口及び世帯数 －町丁・字等” (CSV). 2021年7月20日閲覧。
9. ↑  総務省統計局 (2014年6月27日). “平成17年国勢調査の調査結果(e-Stat) - 男女別人口及び世帯数 －町丁・字等” (CSV). 2021年7月21日閲覧。
10. ↑  総務省統計局 (2012年1月20日). “平成22年国勢調査の調査結果(e-Stat) - 男女別人口及び世帯数 －町丁・字等” (CSV). 2021年7月21日閲覧。
11. ↑  総務省統計局 (2017年1月27日). “平成27年国勢調査の調査結果(e-Stat) - 男女別人口及び世帯数 －町丁・字等” (CSV). 2021年7月21日閲覧。